# Nova Srbija (stranka)
Nova Srbija (NS) je politička stranka u Srbiji. Nastupa s pozicija desnog centra. Zastupa ideologije monarhizma, nacionalnog konzervativizma, desnog populizma i europejstvo. Nova Srbija ima preko 100.000 članova. Sjedište stranke je u Čačku.
Osnivač i predsjednik je Velimir Ilić. Stranka Nova Srbija nastala je izdvajanjem iz Srpskog pokreta obnove Vuka Draškovića. Čelnik Nove Srbije Velimir Ilić do kraja 1997. godine bio je potpredsjednik Srpskog pokreta obnove. Nakon Draškovićevog približavanja Miloševiću i njegovoj Socijalističkoj partiji Srbije, Ilić je napustio Srpski pokret obnove i s dijelom radikalnijeg krila SPO-a formirao Novu Srbiju.
Obračuni pripadnika ove dvije stranke istovjetnog programa postajali su, kako je Drašković postajao bliži Miloševiću, a Ilić sve jači i jači, gotovo redovni i po pravilu fizički. Na mitingu protiv Miloševićevog režima na Preobraženje 2000. godine, pošto je Drašković svoje sudjelovanje uvjetovao time da Velimir Ilić ne govori na skupu, došlo je do fizičkog obračuna članova ove dvije stranke pred velikom masom okupljenih prosvjednika.
Samostalni izlazak na izbore, izvan najšire dotad viđene oporbene koalicije DOS, Draškovićev SPO platio je zanemarljivim brojem glasova i nedobijanjem ni jednog zastupničkog mjesta. Velimir Ilić, pak, bio je jedan od heroja prosvjeda 5. listopada 2000. godine koje su Miloševića i njegov režim zbacili s vlasti, jer nije priznao poraz na izborima. Ipak, ni on nije ušao u novu vladu Zorana Đinđića, uglavnom zbog neslaganja oko njenog sastava.
Na parlamentarnim izborima 28. prosinca 2003., ova stranka je dobila 7,7% glasova (22 od 250 zastupničkih mjesta) u koaliciji sa Srpskim pokretom obnove Vuka Draškovića. Koalicijskim ugovorom Novoj Srbiji je pripalo 9 poslaničkih mjesta. Premda su obje stranke ušle u Vladu Srbije, zajednički zastupnički klub vrlo se brzo raspao, čim je SPO pokušao formirati svoj samostalni zastupnički klub, a većina njegovih zastupnika odlučila ostati uz Ilićevu Novu Srbiju.
Na parlamentarnim izborima 2007. godine Nova Srbija ušla je u koaliciju s Demokratskom strankom Srbije i Jedinstvenom Srbijom Dragana Markovića Palme, bivšega dužnosnika Arkanove Stranke srpskog jedinstva i osvojila je 47 zastupničkih mjesta. Ponovo je bila dio koalicije stranaka koje su formirale vladu Republike Srbije 15. svibnja 2007. Vlada Demokratske stranke, G17+, Demokratske stranke Srbije i Nove Srbije potrajala je samo 10 mjeseci, zbog neslaganja oko načina borbe za očuvanje Kosova u sastavu Srbije nakon proglašenja nezavisnosti i pristupanju Europskoj uniji. 
Na parlamentarnim izborima 2008. koalicija Demokratska stranka Srbije/Nova Srbija osvojili su 30 zastupničkih mjesta i bila je druga po snazi oporbena grupacija.
Ljeti 2010. NS napustila je narodnjačku koaliciju s DSS-om i ušla u suradnju s Srpskom naprednom strankom četničkog vojvode Tomislava Nikolića. Na parlamentarnim izborima 2012., u okviru koalicije Pokrenimo Srbiju, osvojila je 8 zastupničkih mandata i ušla u Vladu Republike Srbije.

## Vanjske poveznice
- Službena stranica